# Kottabos

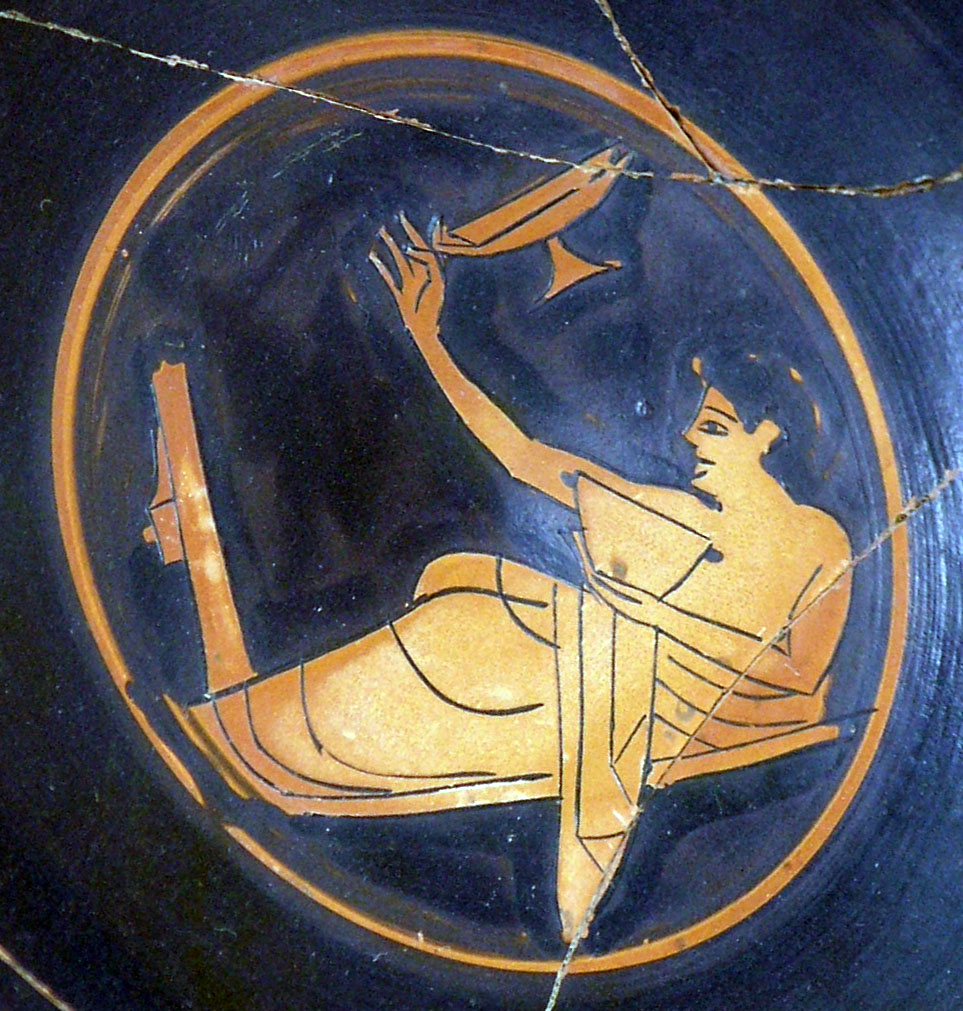
Grający w kottabos – przedstawienie na czerwonofigurowym kyliksie z ok. 510 p.n.e.

Kottabos (stgr. κότταβος) – popularna w starożytnej Grecji gra zręcznościowa z użyciem wina.
Grę pochodzenia sycylijskiego uprawiano głównie podczas biesiadnych spotkań i sympozjonów. Prędko na raz wypijano wino z czary (kyliksu), a resztkę na dnie szybkim ruchem wylewano rzutem na metalową miskę, wymieniając równocześnie imię ukochanej osoby. Z dźwięku naczynia wnioskowano o wzajemności uczuć, a jeśli trafiono celnie, stanowiło to dobrą przepowiednię. Szczyt zręczności w grze polegał na tym, by wykonując ten rzut nie uronić ani jednej kropli.
W innej odmianie gry biesiadnicy starali się trafić resztkami wina do jednej z szalek wagi, aby obciążona płynem uderzyła o stojącą poniżej figurkę, która wydawała dźwięk.
Hazardowa odmiana gry polegała na tym, że po wpłaceniu pewnej stawki uczestnicy starali się kolejno trafić resztkami wina do czarek unoszących się na wodzie w misie. Wygrywał ten, komu udało się zatopić najwięcej czarek.